# دهنگره
دهنگره یک منطقهٔ مسکونی در ایران است که در استان کرمان واقع شده‌است. دهنگره ۱۴ نفر جمعیت دارد.